# Susa, Tunis
Susa (arapski سوسة Susa; francuski: Sousse), je grad u Tunisu, oko 140 km južno od glavnoga grada Tunisa na obalama Sredozemenog mora. Susa je treći grad po veličini u Tunisu i glavni grad istoimenog vilajeta. Poznat je po jednoj od najočuvanijih i najvećih medina (stari grad) u islamskom svijetu koja je 1988. godine upisana na UNESCO-ov popis mjesta svjetske baštine u Africi. Do početka francuske kolonizacije, cijeli grad je bio smješten u okvirima medine, a kasnije se naglo raširio na okolinu. U blizini medine se nalazi i luka.
Gospodarstvo se bazira na transportu, proizvodnji hrane, maslinova ulja, tekstila, te turizmu. U novije vrijeme postalo je poznato turističko odredište za tisuće turista iz Europe. Duž dugačke pješčane plaže nalazi se veliki broj hotela. Zadnjih godina su povećana ulaganja u hotele te niču sve veći i raskošniji hoteli. Središte grada je udaljeno samo 20 km od internacionalne zračne luke Monastir.

## Povijest
Dokumentiran razvoj grada počinje u 11. stoljeću pr. Kr. kad su feničanski trgovci, zbog povoljnog položaja na moru, osnovali Hadrumetum. Grad je u vrijeme Punskih ratova prihvatio savez s Rimljanima, zbog čega je izbjegao sudbinu Kartage na sjeveru. Nakon toga je uslijedilo mirno 700-godišnje razdoblje pod Rimskim carstvom.
Nakon sloma Zapadnog Rimskog Carstva današnju Susu su zauzeli Vandali, i promijenili joj ime u Hunerikopolis. Ubrzo nakon toga, grad je došao pod bizantskim kontrolu i dobio je novo ime, Justinianopolis, no bio je tek blijeda slika nekad uspješnog trgovačkog grada.
7. stoljeće je donijelo važnu prekretnicu civilizacija, jer je cijela sjeverna Afrika zahvatila arapska kultura i islam. Tako je počeo proces arabizacije rimskih kršćanskih mjesta. Arapi su mu dali novo ime, Susa, koji se u nekoliko desetljeća razvio u važnu luku. To je središnja luka dinastije Aglabida od 827. godine i služila je kao baza za vojni pohod na Siciliju.
Grad su nakratko okupirali Normani u 12. stoljeću, a kasnije su ga preuzeli Španjolci. Vlast je ponovno promijenio u 18. stoljeću kada su ga napali Mlečani koji su ga predali Francuzima. Za francuskog protektorata grad je preimenovan u Sousse.
Unatoč promjenama vlasti i kultura, te nemira koji su prožimali grad kroz stoljeća, on je sačuvao izvorni arapski izgled. Danas je njegova stare gradske jezgra, Medina Susa, priznata kao jedan od najljepših primjera obalnih arapskih utvrda.

## Znamenitosti
Za arhitektonski dragulj dobro očuvanog Starog grada (medine) tvrdi se kako je jedan od najljepših obalnih arapskih utvrda. Visoki zidovi štite nagužvane kuće tzv. Ribateja (ispred utvrda), a s njegova tornja se pruža pogled na cijeli grad. Grad je ispresjecan slikovitim ulicama i trgovačkim natkrivenim sokacima, a na trgu se nalazi dvorac Ribat i Velika džamija. Kazba je pretvorena u muzej s mozaicima mnogih rimskih vila iz okolice. Iz Medine se mogu posjetiti i punske katakombe.
U blizini je nasad maslina koji se proteže na 2,500 km², a datira iz antike
Ljetovalište uz plažu se pruža prema sjeveru i integrirano je u kompleks Port El Kantaoui, koji je jedan od najraznovrsnijih turističkih zona na Sredozemlju
- Zidine Suse
- Središte Medine s dvorcem Ribat
- Unutrašnjost dvorca Ribat
- Dvorište Velike džamije
- Sokak u Susi
- Kazba iznad Medine
- Mozaik Neptuna iz 3. st.
- Privatni Muzej moderne umjetnosti Dar Am Taieb
- Sveučilište u Susi
- Gradska plaža Suse

## Sport
Nogometni klub iz Suse, Etoile Sportive du Sahel, je osvojio afrički kup nekoliko puta i smatra se jednim od najvažnijih nogometnih klubova na kontinentu.

## Gradovi patneri
| - Constantine, Alžir - Braunschweig, Njemačka - Ljubljana, Slovenija - Marakeš, Maroko - Miami, SAD | - Quebec City, Kanada - Izmir, Turska - Latakija, Sirija - Sankt-Peterburg, Rusija - Serpukhov, Rusija |

## Vanjske poveznice
- Hoteli u Susi
- Made in Sousse  Arhivirana inačica izvorne stranice od 6. svibnja 2021. (Wayback Machine) (fr.) (engl.) Turističke informacije i više